# Tupai
Tupai is een atol in de Stille Oceaan, dat deel uitmaakt van de Benedenwindse Eilanden (Frans-Polynesië). Het ligt ongeveer 19 kilometer ten noordwesten van Bora Bora en 460 kilometer ten noordwesten van Tahiti. Het atol heeft geen permanente bewoners. Op Tupai is een kokosnootplantage.
Bovenwindse Eilanden:
Maiao ·
Mehetia ·
Moorea ·
Tahiti ·
Tetiaroa
Benedenwindse Eilanden:
Bora Bora ·
Huahine ·
Manuae ·
Maupihaa ·
Maupiti ·
Motu One ·
Raiatea ·
Tahaa ·
Tupai